# Dolores (Abra)
Dolores é um município de  quinta classe de renda municipal (d) na província Abra, nas Filipinas. De acordo com o censo de 1 de maio  de  2020 possui uma população de 11 512 pessoas e 2 847 domicílios.